# 巴多拉托萨
巴多拉托萨，是西班牙安达卢西亚自治区塞维利亚省的一个市镇。 总面积48平方公里，总人口3176人（2001年），人口密度66人/平方公里。